# Sankt Johann im Saggautal

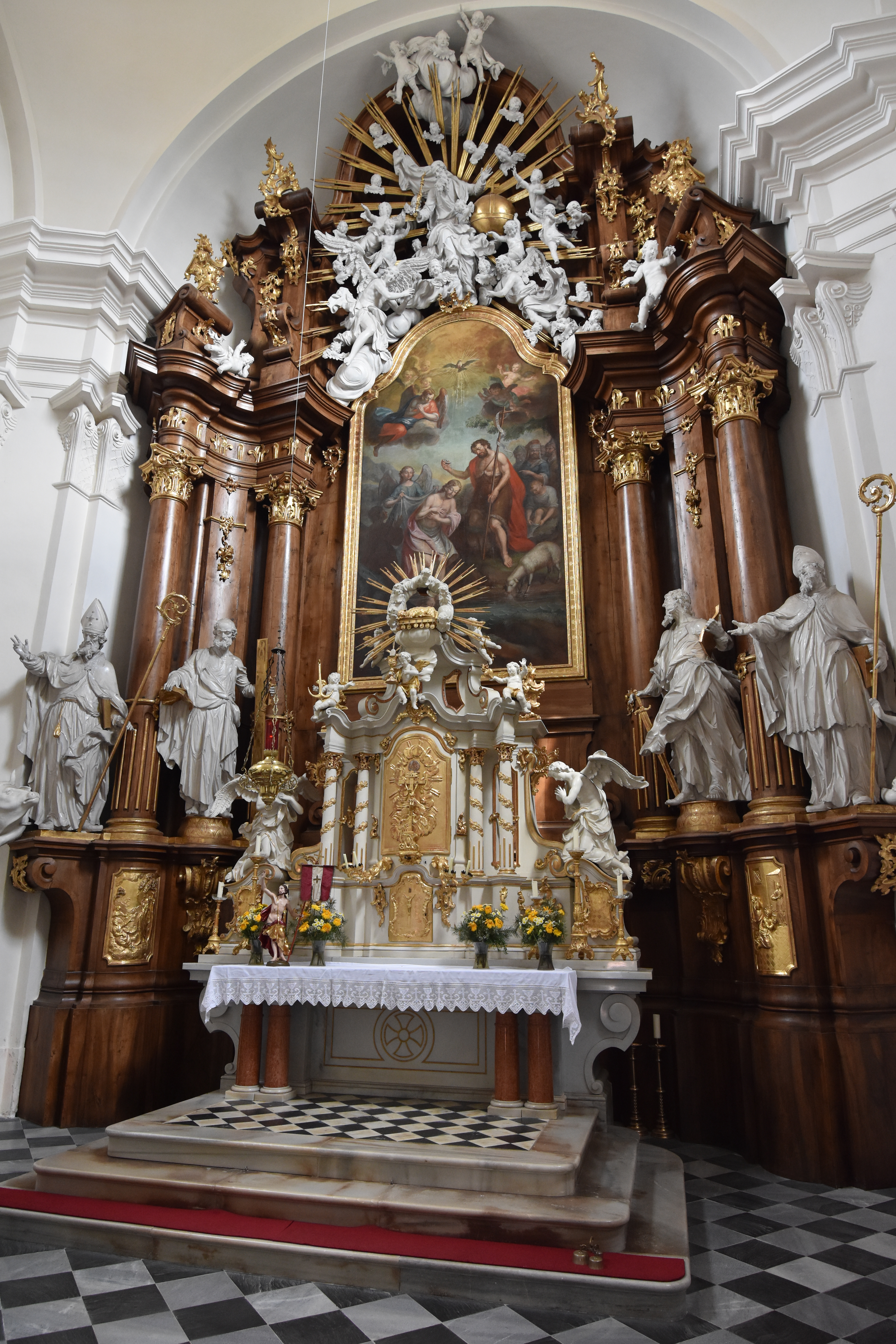
Der Hochaltar der Pfarrkirche

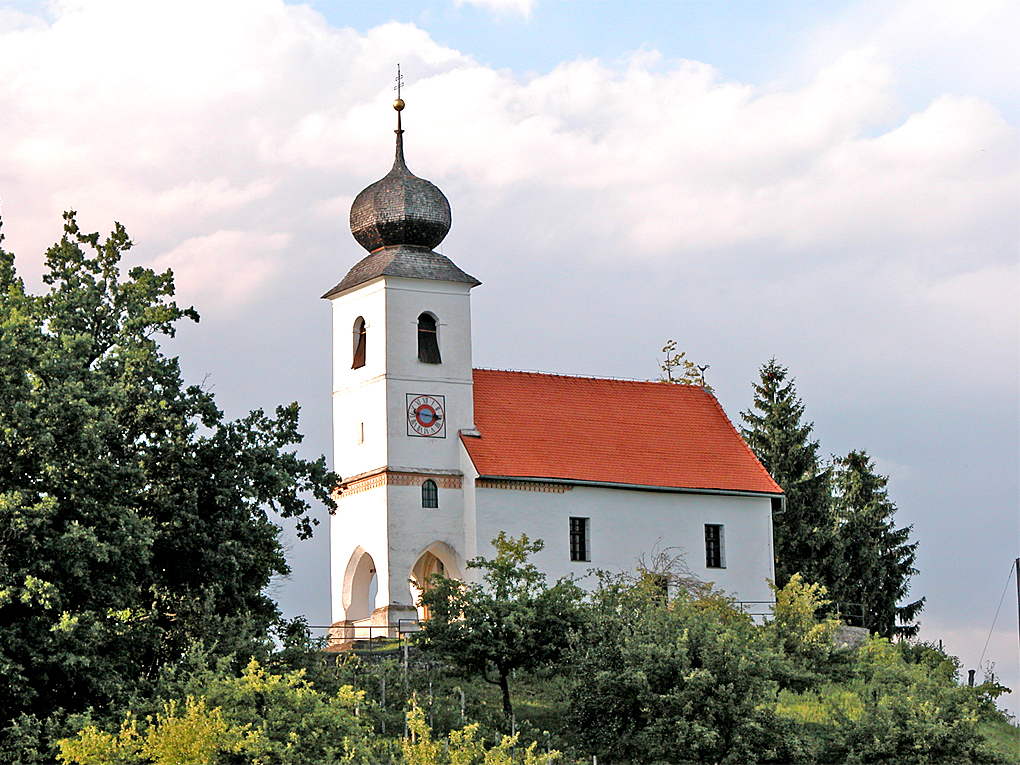
Filialkirche St. Georgen am Lukowitsch

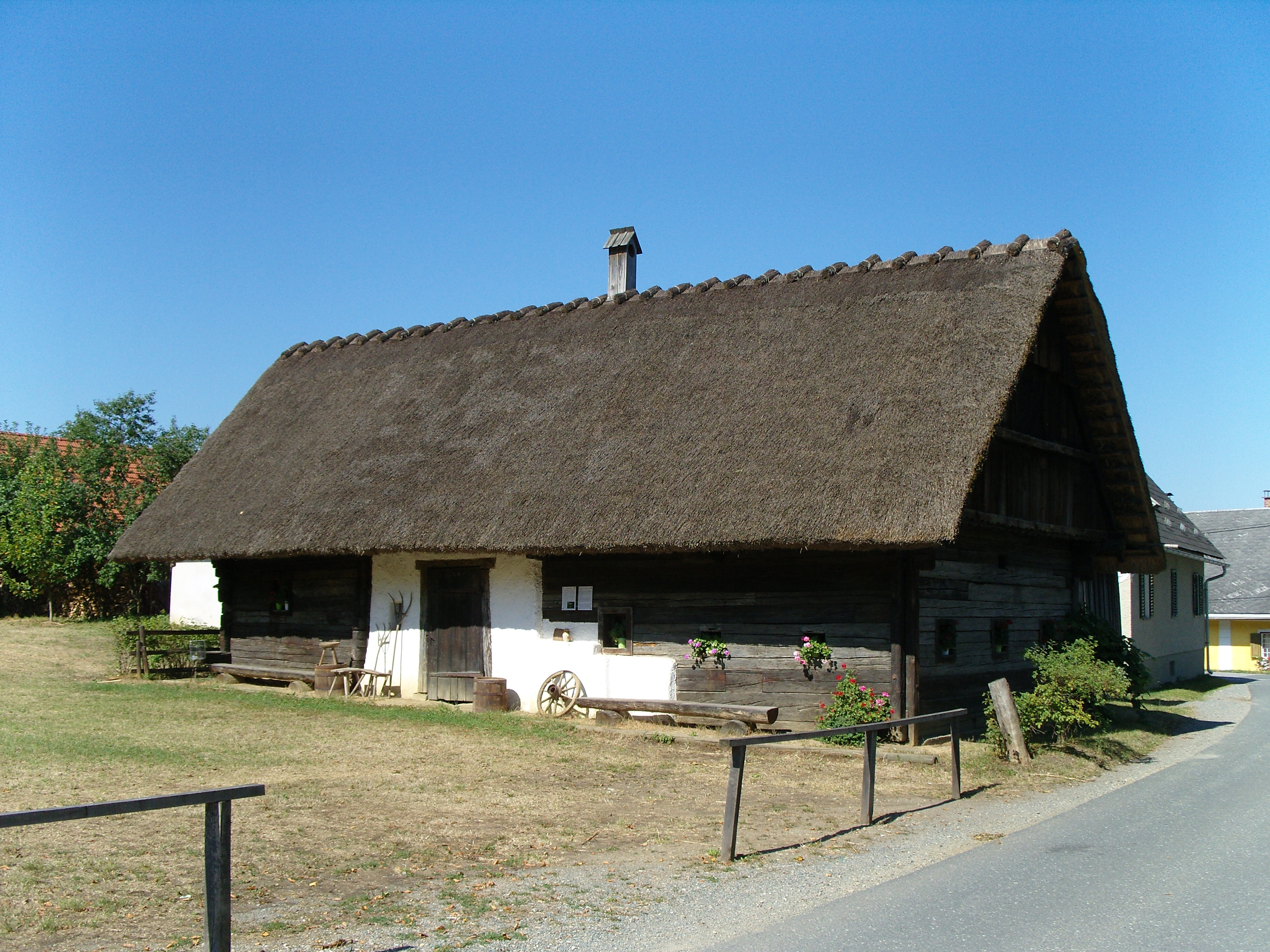
Das „Rauchstubenhaus“ in Gündorf ist das älteste erhaltene Bauernhaus in der Südsteiermark

Sankt Johann im Saggautal ist eine Gemeinde mit 1961 Einwohnern (Stand 1. Jänner 2025) im Bezirk Leibnitz im österreichischen Bundesland Steiermark.

## Geografie
Sankt Johann im Saggautal liegt am Eichberg in der Südsteiermark. Das Saggautal mündet in das Sulmtal, das sich bis nach Leibnitz zieht.

### Gemeindegliederung
Das Gemeindegebiet umfasst folgende acht Ortschaften (Einwohnerzahl Stand 1. Jänner 2025):
- Eichberg (295)
- Gündorf (158)
- Narrath (39)
- Praratheregg (48)
- Radiga (185)
- Saggau (361)
- Sankt Johann im Saggautal (402)
- Untergreith (473)

Die Gemeinde besteht aus den Katastralgemeinden Eichberg-Arnfels, Gündorf, Praratheregg, Radiga, Saggau, St. Johann im Saggautal, Untergreith.

### Tourismusverband
Die Gemeinde bildet gemeinsam mit Großklein, Heimschuh, Kitzeck im Sausal, St. Andrä-Höch, Gleinstätten, St. Nikolai im Sausal und Tillmisch den Tourismusverband „Sulmtal Sausal – Südsteirisches Weinland“. Dessen Sitz ist Kitzeck im Sausal.

## Geschichte
Die Funde von antiken Grabhügeln zwischen St. Johann im Saggautal und Untergreith deuten auf eine Besiedlung zur Zeit der römischen Besatzung hin. Um 1100 schenkte Graf Heinrich von Spannheim das Dorf Saggau dem Stift St. Paul im Lavanttal.
Die Ortsgemeinde als autonome Körperschaft entstand 1850.
Nach dem Anschluss Österreichs 1938 an das Deutsche Reich kam die Gemeinde zum Reichsgau Steiermark. 1945 bis 1955 war sie Teil der britischen Besatzungszone in Österreich.

### Bevölkerungsentwicklung
| Sankt Johann im Saggautal: Einwohnerzahlen von 1869 bis 2024 | Sankt Johann im Saggautal: Einwohnerzahlen von 1869 bis 2024 | Sankt Johann im Saggautal: Einwohnerzahlen von 1869 bis 2024 | Sankt Johann im Saggautal: Einwohnerzahlen von 1869 bis 2024 | Sankt Johann im Saggautal: Einwohnerzahlen von 1869 bis 2024 |
| ------------------------------------------------------------ | ------------------------------------------------------------ | ------------------------------------------------------------ | ------------------------------------------------------------ | ------------------------------------------------------------ |
| Jahr                                                         |                                                              |                                                              |                                                              | Einwohner                                                    |
| 1869                                                         | 1869                                                         |                                                              | 2.557                                                        | 2.557                                                        |
| 1880                                                         | 1880                                                         |                                                              | 2.612                                                        | 2.612                                                        |
| 1890                                                         | 1890                                                         |                                                              | 2.474                                                        | 2.474                                                        |
| 1900                                                         | 1900                                                         |                                                              | 2.430                                                        | 2.430                                                        |
| 1910                                                         | 1910                                                         |                                                              | 2.473                                                        | 2.473                                                        |
| 1923                                                         | 1923                                                         |                                                              | 2.425                                                        | 2.425                                                        |
| 1934                                                         | 1934                                                         |                                                              | 2.478                                                        | 2.478                                                        |
| 1939                                                         | 1939                                                         |                                                              | 2.324                                                        | 2.324                                                        |
| 1951                                                         | 1951                                                         |                                                              | 2.326                                                        | 2.326                                                        |
| 1961                                                         | 1961                                                         |                                                              | 2.065                                                        | 2.065                                                        |
| 1971                                                         | 1971                                                         |                                                              | 1.996                                                        | 1.996                                                        |
| 1981                                                         | 1981                                                         |                                                              | 2.081                                                        | 2.081                                                        |
| 1991                                                         | 1991                                                         |                                                              | 2.121                                                        | 2.121                                                        |
| 2001                                                         | 2001                                                         |                                                              | 2.090                                                        | 2.090                                                        |
| 2011                                                         | 2011                                                         |                                                              | 2.071                                                        | 2.071                                                        |
| 2021                                                         | 2021                                                         |                                                              | 2.002                                                        | 2.002                                                        |
| 2024                                                         | 2024                                                         |                                                              | 1.966                                                        | 1.966                                                        |
| Quelle(n): Statistik Austria, Gebietsstand 1.1.2021          |                                                              |                                                              |                                                              |                                                              |

## Kultur und Sehenswürdigkeiten
- Katholische Pfarrkirche St. Johann im Saggautal

## Wirtschaft und Infrastruktur

### Wirtschaftssektoren
Die folgende Tabelle zeigt die Entwicklung der Anzahl der Betriebe und der Beschäftigten in den Wirtschaftssektoren:
| Wirtschaftssektor            | Anzahl Betriebe | Anzahl Betriebe | Anzahl Betriebe | Erwerbstätige | Erwerbstätige | Erwerbstätige |
| Wirtschaftssektor            | 2021            | 2011            | 2001            | 2021          | 2011          | 2001          |
| ---------------------------- | --------------- | --------------- | --------------- | ------------- | ------------- | ------------- |
| Land- und Forstwirtschaft 1) | 80              | 195             | 245             | 94            | 113           | 155           |
| Produktion                   | 21              | 19              | 12              | 71            | 62            | 46            |
| Dienstleistung               | 83              | 75              | 43              | 329           | 266           | 187           |

1) Betriebe mit Fläche in den Jahren 2010 und 1999, Arbeitsstätten im Jahr 2021

### Verkehr
Die wichtigste Straßenverbindung ist die Arnfelserstraße L604, die die Südsteirische Grenz Straße B69 im Süden mit der Sulmtal Straße B74 im Norden verbindet.
Die nächstgelegenen Bahnhöfe sind Wies, rund 15 Kilometer westlich, und Leibnitz, etwa 20 Kilometer im Osten.

## Politik

### Bürgermeister
Bürgermeister ist Johann Schmid (Unabhängige Liste St. Johann i. S.).
Dem Gemeindevorstand gehören weiters die Vizebürgermeisterin Angelika Schmid (Unabhängige Liste) und der Gemeindekassier Bernhard Pintar (ÖVP) an.

### Gemeinderat
Der Gemeinderat besteht aus 15 Mitgliedern. Nach dem Ergebnis der Gemeinderatswahl 2020 setzt sich dieser wie folgt zusammen:
- 10 Mandate | Unabhängige Liste St. Johann i. S.
- 4 Mandate | Die neue Volkspartei St. Johann i. S.
- 1 Mandat  | Die neue BürgerListe - Team René Lampel

| Partei                                  | 2020             | 2020             | 2020             | 2015             | 2015             | 2015             | 2010             | 2010             | 2010             | 2005             | 2005             | 2005             | 2000             | 2000             | 2000             |
| Partei                                  | Sti.             | %                | M.               | Sti.             | %                | M.               | Sti.             | %                | M.               | Sti.             | %                | M.               | Sti.             | %                | M.               |
| --------------------------------------- | ---------------- | ---------------- | ---------------- | ---------------- | ---------------- | ---------------- | ---------------- | ---------------- | ---------------- | ---------------- | ---------------- | ---------------- | ---------------- | ---------------- | ---------------- |
| ÖVP                                     | 313              | 28               | 4                | 460              | 35               | 5                | 454              | 33               | 5                | 548              | 43               | 7                | 277              | 21               | 03               |
| SPÖ                                     | 53               | 5                | 0                | 107              | 08               | 1                | 178              | 13               | 2                | 219              | 17               | 2                | 067              | 05               | 0                |
| FPÖ                                     | nicht kandidiert | nicht kandidiert | nicht kandidiert | 102              | 08               | 1                | nicht kandidiert | nicht kandidiert | nicht kandidiert | nicht kandidiert | nicht kandidiert | nicht kandidiert | 077              | 06               | 01               |
| NEOS                                    | nicht kandidiert | nicht kandidiert | nicht kandidiert | 023              | 02               | 0                | nicht kandidiert | nicht kandidiert | nicht kandidiert | nicht kandidiert | nicht kandidiert | nicht kandidiert | nicht kandidiert | nicht kandidiert | nicht kandidiert |
| Die neue BürgerListe - Team René Lampel | 115              | 10               | 1                | nicht kandidiert | nicht kandidiert | nicht kandidiert | nicht kandidiert | nicht kandidiert | nicht kandidiert | nicht kandidiert | nicht kandidiert | nicht kandidiert | nicht kandidiert | nicht kandidiert | nicht kandidiert |
| Unabhängige Liste St. Johann i. S.      | 641              | 57               | 10               | 616              | 47               | 8                | 763              | 55               | 8                | 507              | 40               | 6                | 869              | 67               | 11               |
| Wahlberechtigte                         | 1.713            | 1.713            | 1.713            | 1.757            | 1.757            | 1.757            | 1.757            | 1.757            | 1.757            | 1.692            | 1.692            | 1.692            | 1.611            | 1.611            | 1.611            |
| Wahlbeteiligung                         | 66 %             | 66 %             | 66 %             | 75 %             | 75 %             | 75 %             | 81 %             | 81 %             | 81 %             | 77 %             | 77 %             | 77 %             | 81 %             | 81 %             | 81 %             |

### Wappen
Die Verleihung des Gemeindewappens erfolgte mit Wirkung vom 1. März 1961.
Wappenbeschreibung: „In grünem Schild ein silberner schrägrechter Wellenbalken, rechts unten begleitet von einer goldenen Ähre, links oben von einer goldenen Fahne, deren links abfliegendes Fahnenblatt ein schwarzes Kreuzchen zeigt. Die Spitze der Fahnenstange ziert ein Kreuz.“
Das Gemeindewappen ist ein Zeichen für alle und alles, was in der Gemeinde lebt, blüht und gedeiht. Der Kreuzstab gilt als Symbol des heiligen Johannes des Täufers. Der schrägrechte Wellenbalken symbolisiert das Saggautal bzw. den Saggaubach selbst. Die goldene Ähre steht für die Fruchtbarkeit des Bodens und den Fleiß der Bevölkerung.

## Persönlichkeiten, die am Ort wirkten
- Johann Baptist von Winklern (1768–1841), Geistlicher, Theologe und Historiker, Pfarrer am Ort
- Mia Zabelka (* 1963), Komponistin, E-Violinistin und Vokalistin